# Síklápok

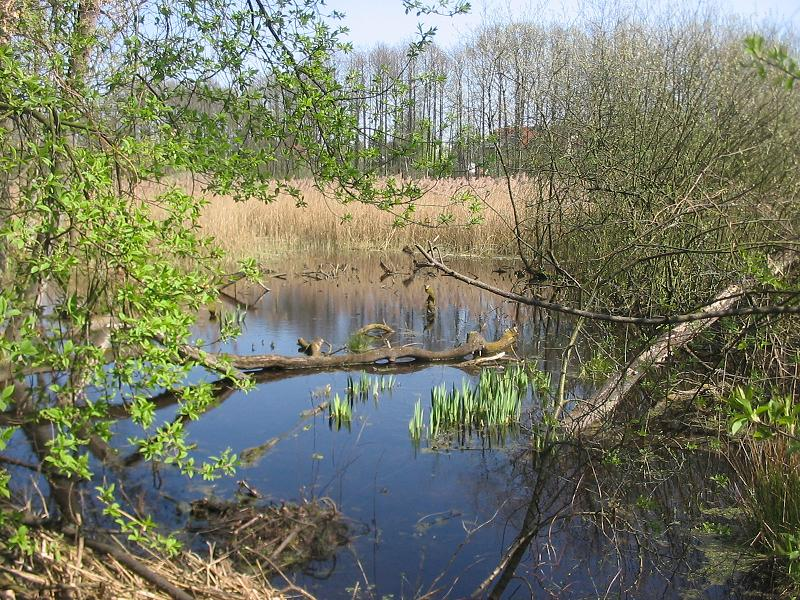
Feltöltődő láp

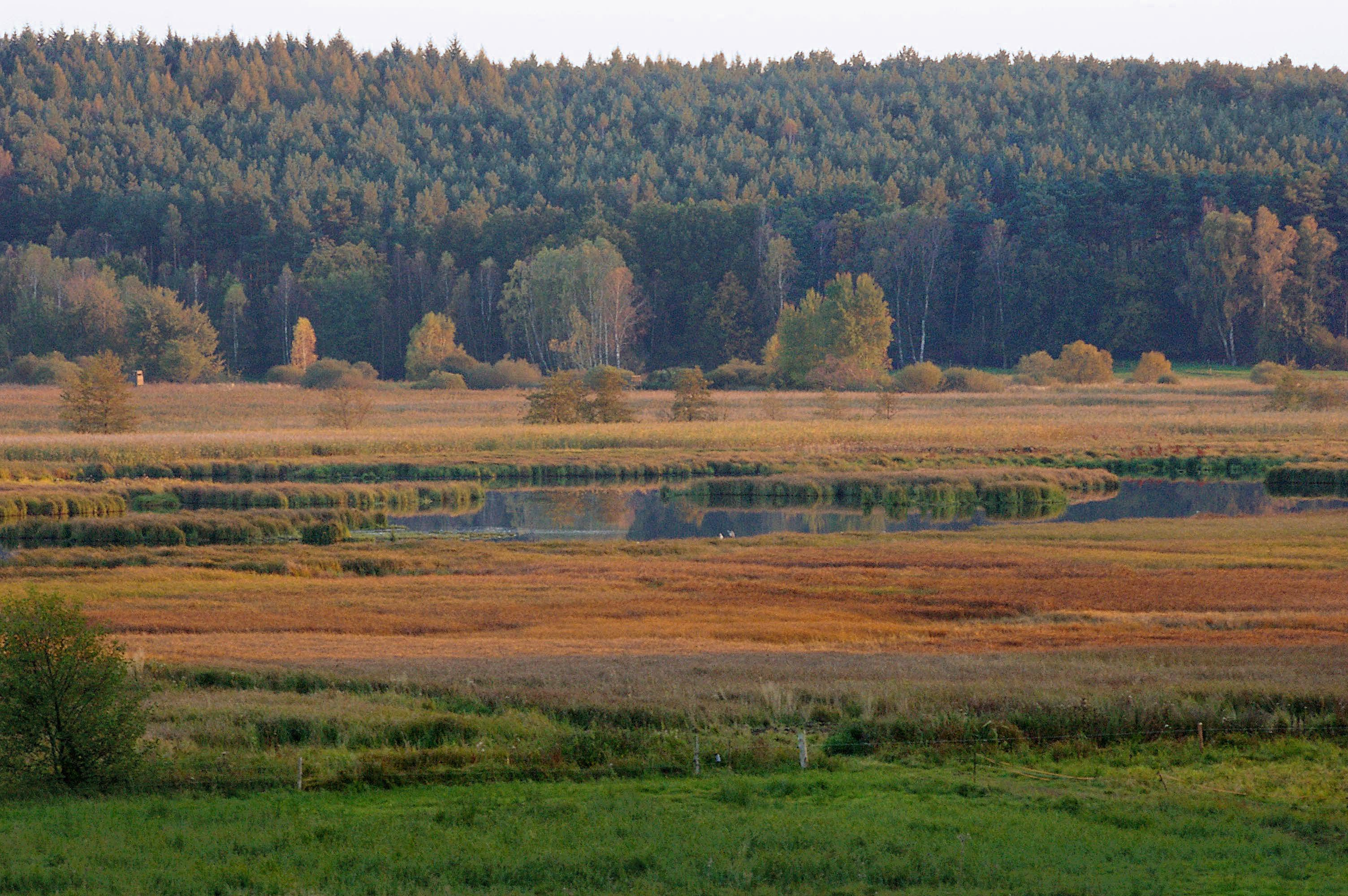
Átszivárgásos láp

A láp élő rendszerei tőzeget halmoznak fel úgy, hogy a folyamatosan vastagodó tőzegrétegek növekedése és (bomlás vagy erózió okozta) fogyása hosszú távon egyensúlyba kerül. A láp tehát együtt jelenti a növénytakarót és a belőle képződő tőzeget.
A síklápok tőzegfelszíne a környék talajvízszintje alatt marad. A víz túlnyomó része a láp határán kívülről származik, kémhatása a bázikustól a mérsékelten savanyúig változhat. A síklápokat régebben a rétlápnak (németül Wiesenmoor) is nevezték, különösen a földrajzi-földtani szakirodalomban.

## A síklápok típusai
A síklápokat tápanyagtartalmuk alapján oligotróf, mezotróf, illetve eutróf csoportba sorolják. Ez a jelölés a limnológia gyakorlatából származik, és eredetileg a plankton produktivitását fejezte ki – a lápokra vonatkoztatva ez konkrét határértékek nélküli, relatív értékrendként értelmezendő.
A víz származása szerint három altípusukat különböztetik meg:
- limnogén, vagyis tóból vagy folyóból származó víz,
- topogén, vagyis talajból származó, statikus víz,
- szoligén, vagyis talajból származó, áramló víz.

A hazai síklápok közt morfológiájuk, szerkezetük, hidrológiájuk, tápanyag-ellátásuk és növényzetük együttes figyelembe vételével két fő- és hat altípust különböztetünk meg (Lájer, 1998):
1. A topogén lápoknak (morfogén lápok) van sík víztükre. Medencékben, horpadásokban, völgyek alján, mélyedésekben alakulnak ki.
1.1. Feltöltődő lápok (Verlandungsmoore): ez a lápok legrégebben ismert, klasszikus típusa, amely tavak és egyéb állóvizek feltöltődésének eredményeként, autogén szukcesszióval jön létre. A feltöltődő lápok vizének többsége a környező területekről folyik össze, ezért természetvédelmi szempontból rendkívül sebezhetőek: a vízgyűjtő területen bármilyen antropogén behatás – például tápanyagbőség kialakításával – súlyosan károsíthatja őket. A feltöltődő lápok a tápanyagot a nyílt víz felőli oldalon veszik fel; a tápanyag-tartalma a nyílt víztől a láp belseje felé haladva fokozatosan csökken, és az eutróf növénytársulásokat mezotróf, majd oligotróf jellegűek váltják fel.
Speciális esetük az úszóláp, amely kétféleképpen alakulhat ki:
a) Ha a víz alatt képződött tőzeg (pl. nád- vagy sástőzeg) az átalakulás eredményeként (például kénhidrogén vagy egyéb gáz képződése miatt) felúszik, azon ún. szimultán úszógyep alakul ki.
b) Bizonyos fajok (nád, villás sás, gyilkos csomorika, tőzegeper stb.) hajtásai vagy rizómái fokozatosan benőhetik a vízfelületet, és a parttól elszakadva úszó szigetekké alakulhatnak – ezek a szukcedán úszógyepek.
1.2. Elmocsarasodó lápok (Versumpfungsmoore): a talajvízszint megemelkedésének eredményei. Kialakulhatnak másodlagosan is, például ha egy kiszáradt feltöltődő lápon egy nedvesebb időszakban a víztükör újra kedvező magasságba emelkedik. Ilyenkor a vegetáció korábbi állapotára gyakran elpusztult, korhadó fatörzsek emlékeztetnek.
1.3. Ártéri lápokat (Überschwemmungsmoore) általában az árterek peremén, a folyó hordaléka által lefűzött mélyedésekben találhatunk. Itt a folyó áradásaitól függően az elárasztás gyakori, de a lefolyás gátolt. A talajvízszint a folyó vízszintjétől függ. Vízellátásukhoz hozzájárulhatnak az ártér szegélyén fakadó források is. Jellemzők rájuk a váltakozó tőzeg- és iszaprétegek. Ilyen lápok alakultak ki pl. a Dráva árterén, a Duna–Tisza közi Turján-vidéken, az Észak-Alföldön, az Ecsedi-lápon stb.
2. Szoligén lápok (reogén lápok): lejtős területeken, áramló vizek hatására alakulnak ki. Könnyen vízteleníthetők, és ezt gyakran meg is teszik. Termőhelyüket különösen veszélyezteti a tápanyagkínálat növekedése, mivel vizük gyakran nagyobb, több-kevesebb antropogén befolyással terhelt vízgyűjtőről folyik össze.
2.1. Csörgedező vízzel öntözött lápok (Überrieselungsmoore): jellegzetesen hegyvidékeken alakulnak ki, viszonylag fiatal, vékony tőzegrétegű termőhelyen, és a lejtős felszínen átfolyó, csörgedező víz táplálja őket. Mivel az ilyen felszíni vizek általában frissek, és rövid útjukon kevés tápanyagot oldottak fel, az ilyen lápok vegetációja tipikus esetekben mezotróf jellegű.
2.2. Átszivárgásos lápok (Durchströmungsmoore): főleg völgyoldalakban alakulnak ki a közvetlenül a felszín alatt áramló talajvíz hatására. A képződő tőzeg laza szerkezete és duzzadóképessége következtében a víz rendszerint akkor sem lép a felszínre, ha hozama nő. Az átszivárgásos lápok gyakran homorú lejtők szivárgó talajvizének hatására jönnek létre, vagy forráslápokhoz csatlakoznak. Mivel a víz a tőzegrétegben áramlik, tápanyag-tartalma fokozatosan elfogy, ezért az átszivárgásos lápok aljában többnyire oligotróf a növényzet.
2.3. Forráslápok (Quellmoore): feltörő rétegvizek (források) felett alakulnak ki, és általában kicsik. A friss, oxigéndús víz hatására tőzegük nagyrészt lebomlik. Nem tévesztendők össze a források kifolyóiban kialakuló forrásgyepekkel (Quellflur), azaz Montio-Cardaminetea osztály növénytársulásaival.

## A magyarországi síklápok társulástani osztályai

### Atlanti-boreális tóparti gyepek
Az atlanti-boreális tóparti gyepek társulástani osztályának (Isoëto-Litorelletea Braun-Blanqet & Vlieger, 1937) egyetlen rendje a savanyú talajú iszapnövényzeté (Litorelletalia uniflorae Koch, 1926); a rendet Magyarországon öt csoportra osztják.

### Törpekákás iszaptársulások
A törpekákás iszaptársulások (Isoëto-Nanojuncetea Braun-Blanqet & R. Tx. ex Westhoff & al. 1946) változóan nedves talajon vagy zavart helyeken alakulnak ki. Az osztályt Magyarországon egy rend társulásai képviselik, ezek a törpekákagyepek (Nanocyperion Koch ex Libbert, 1932)

### Nádasok és magassásosok
A nádasok és magassásosok osztályának (Phragmiti-Magnocaricetea Klika in Klika & Novak, 1941) társulásai Eurázsia mérsékelt és szubtrópusi övében terjedtek el. A boreális övben, valamint a magashegységekben alacsonysásos láprétek (Scheuchzerio-Caricetea fuscae) helyettesítik őket. Az osztály Magyarországon öt renddel képviselteti magát.

### Forrásgyepek
A forrásgyepek osztálya (Montio-Cardaminetea Braun-Blanqet & Tx., 1943) a hegy- és dombvidéki források körül kialakuló gyepes-párnás szerkezetű társulásokat fogja össze. Magyarországon egyetlen rendje ismert, amelyet éppen ezért ugyancsak forrásgyepeknek (Montio-Cardaminetalia Pawl., 1928) hívunk

### Tőzegmohás síklápok és dagadólápok semlyéktársulásai
A tőzegmohás síklápok és dagadólápok semlyéktársulásai (Scheuchzerio-Caricetea fuscae R. Tx., 1937) az egész északi féltekén előfordulnak. Magyarországon három rendjük társulásai fordulnak elő.